# Windsor Star
Le Windsor Star est le seul quotidien régional de Windsor et du comté d'Essex, Ontario. Il paraît six jours par semaine, du lundi au samedi et a un lectorat plus nombreux que n'importe quel autre quotidien régional canadien.
Paru originellement sous forme hebdomadaire en 1888 sous le nom de Windsor Record, il devient le Border Cities Star en 1918 lors de son rachat par W. F. Herman. Devenu le Windor Daily Star en 1935, il deviendra le Windsor Star en 1959.

À la mort de Herman en 1938, le journal sera successivement dirigé par Adie Knox Herman (la veuve de Herman), puis par Hugh Graybiel et W. L. Clark.
En 1971, le Windsor Star est racheté par Southam Press, puis en 2000 par Canwest qui le détient toujours.